# GLP-1受容体作動薬
グルカゴン様ペプチド-1受容体作動薬（グルカゴンようペプチド-1じゅようたいさどうやく、Glucagon-like peptide-1 receptor agonist、GLP-1受容体作動薬）またはインクレチン模倣薬（Incretin mimetic）は、GLP-1受容体（GLP-1R）の作動薬である。この系統の薬剤は、2型糖尿病の治療に使用される。スルホニル尿素やグリニド等の旧来のインスリン分泌促進薬と比較すると、低血糖を引き起こすリスクが低いことが利点の1つである。GLP-1は作用時間が短いため、この制限を克服する目的で薬剤や製剤にいくつかの改良が加えられている。
糖尿病は急性膵炎や膵癌と関連性があり、膵臓における増殖作用による安全性については議論がある。最近の研究ではこれらの薬剤が膵炎や癌を引き起こす可能性を見出していない場合もあるが、2017年の研究では、インクレチンは非インスリン抗糖尿病薬（NIAD）よりも不顕性膵癌の検出増加に関連していることが明らかになった。

## 作用機序
これらの薬剤はDPP-4阻害薬のようにGLP-1の分解を阻害するのではなく、GLP-1Rを活性化することにより作用し、一般により強力であると考えられている。
GLP-1の細胞レベルでの検討の結果、血中グルコースが低い場合はGLP-1が受容体に結合してもカルシウムの内向流とインスリン分泌は僅かであるが、血中グルコースが高い場合にはATP/ADP比が増加しATP依存性カルシウムチャネルの開口時間が長くなり、カルシウムの内向流とインスリン分泌が大量に起こり、以下の生理作用を示すことが判明した。
- グルコース依存性のインスリン分泌増加。
- グルカゴン分泌の抑制とグルコース低減の増加。
- 胃からの食塊排出遅延による満腹感誘発と食欲抑制。
- 末梢のインスリン抵抗性の改善。

## 副作用

### 発症しやすい副作用
- 消化器症状 - 嘔吐、腹部膨満感、下痢など[9][10]
- 注射部位反応 - 赤くはれる、かゆくなる[10]
- 体重減少、食欲減少[11]

体重減少や食欲減少については、糖尿病患者の治療目的で使用することもある。

### 重大な副作用
- 低血糖[9][10]
- 過敏症[10]

めまい、頭痛、体温低下、頻脈、冷や汗など低血糖の症状が出た時には、砂糖を含む飲み物や食品を食べるようにする。

## 健康への影響
2017年時点では、人の死亡リスクに影響を与えるか否かは不明であった。2018年のJAMA論文のメタアナリシス（GLP-1受容体作動薬、DPP-4阻害薬、SGLT2阻害薬に関する研究が対象）では、GLP-1受容体作動薬は対照薬よりも脳卒中リスクが低いことが示されている。
2021年と2025年のシステマティックレビューで、GLP-1受容体作動薬は心臓発作などの心疾患や、腎不全など腎臓病の発症を減らす効果があると報告された。また、生存率を上昇させる効果もあった

。
2025年のメタ解析で、GLP-1受容体作動薬は2型糖尿病の患者に対する肝臓の合併症の発症リスクが低いと報告された。SGLT2阻害薬よりも肝臓の有害事象を減らし、DPP-4阻害薬よりも肝臓の代償不全を防ぎ、インスリンよりも肝細胞癌の発症を減らすことがわかった。
2024年のシステマティックレビューで、甲状腺がんのリスクをわずかに上昇させる（5年間で1349人に一人発症する）副作用があることが報告された。ただし、糖尿病などの心疾患イベントのリスクが高い患者では、GLP-1受容体作動薬の使用は、リスクがベネフィットを上回ると結論している
。

## 実例
- エキセナチド - 2010年10月/2012年3月に承認[19]。
- リラグルチド -  2010年1月に承認[20]。
- リキシセナチド - 2013年6月に承認[21]。
- デュラグルチド（英語版） - 2015年7月に承認[22]。
- セマグルチド - 2020年3月[23]/2020年6月[24]に承認。
- チルゼパチド - 2022年5月（アメリカ）[25]/2022年9月（日本）[26]に承認。